# Royaume de Naples (1806-1815)
1806–1815
Entités précédentes :
- Royaume de Naples

Entités suivantes :
- Royaume de Naples (1815-1816)

Le royaume de Naples (1806-1815) fut le premier État européen à avoir connu comme souverain un membre de la famille de Napoléon Ier. Les troupes napoléoniennes, sous le commandement en chef du frère de Napoléon Joseph Bonaparte, chassèrent les Bourbons du continent en 1806. Devenu roi de Naples par décret impérial le 30 mars 1806 sous le nom de Joseph-Napoléon Ier,,,, celui-ci tenta de se faire aimer de son peuple, réforma l'administration et les finances, abolit la féodalité, mais se heurta à une partie de la noblesse.
Sur ordre de Napoléon, il remit son royaume à son beau-frère Joachim Murat le 5 juillet 1808. Sous le nom de Joachim-Napoléon Ier,,,, ce dernier régna jusqu'en 1815. Il s’avéra être un roi consciencieux qui introduisit des réformes économiques, réorganisa une armée, mais dont les relations difficiles avec Napoléon l’amenèrent à jouer un double jeu avec l'Autriche. Cette combinaison se solda par la perte de son royaume et son exécution le 13 octobre 1815. Le royaume napoléonien de Naples disparaissait et l'ex-roi Ferdinand IV, restauré sur le continent, régna à nouveau à Naples sous le nom de Ferdinand Ier des Deux-Siciles.

## Histoire

### La conquête du royaume par les Français

#### Contexte
Le roi Ferdinand IV de Naples et la reine Marie-Caroline sont de fervents opposants de la France révolutionnaire et de Napoléon Bonaparte, que la reine qualifie même de « Corse bâtard, pétri de méchanceté » dans sa correspondance avec le marquis de Gallo, ambassadeur de Naples à Paris. En 1805, alors que se préparent les guerres de la Troisième Coalition, la reine assure à l'ambassadeur français à Naples, Charles-Jean-Marie Alquier, que son pays restera neutre pendant le conflit. À Paris, un traité prévoyant la neutralité napolitaine en échange de l'évacuation des ports occupés par l'armée française est même signé le 21 septembre par le marquis de Gallo et Talleyrand. Pour autant, les souverains napolitains jouent un double jeu : un traité secret avait été signé le 10 septembre précédent à Naples avec l'émissaire russe Alexandre Tatichtchev. Il stipule que le roi Ferdinand accepte d'accueillir les troupes de la coalition sur son territoire et place son armée sous le commandement russe.
Le 14 octobre, conformément aux dispositions du traité franco-napolitain, les troupes françaises commandées par le général Gouvion-Saint-Cyr commencent leur retrait, mais dans les semaines qui suivent un corps expéditionnaire russe et britannique débarque à Naples. À la fin du mois de novembre, l'armée russo-napolitaine marche sur le royaume d'Italie. Alors que l'empereur Napoléon Ier n'envisageait pas, dans un premier temps, l'invasion du sud de l'Italie, ce qu'il considère comme une trahison de la part des Napolitains le décide. La création d'un royaume de Naples sous domination française résulte donc des circonstances du conflit alors que l'empereur envisageait dans un premier temps une simple alliance, comme le présente l'historien Jacques Rambaud : « pour apprécier la politique de Napoléon, conquérant un royaume dont les souverains l'ont offensé, il faut s'élever au-dessus du conflit. Afin d'établir la suprématie française en Italie et d'assurer une base à ses grands projets méditerranéens, l'empereur avait besoin de pouvoir compter sur le gouvernement de Naples : quand il lui parlait [...] de neutralité, c'était d'alliance qu'il s'agissait. S'il avait trouvé des princes acceptant de bon gré son hégémonie, [...] peut-être se fut-il, comme en Allemagne, accommodé de cette ligue des États secondaires ».

#### Opérations militaires
Le 27 décembre, au lendemain de la signature du traité de Presbourg entre la France et l'Autriche, Napoléon déclare au palais de Schönbrunn : « La dynastie de Naples a cessé de régner. Son existence est incompatible avec le repos de l'Europe et l'honneur de ma couronne. ». Dans le même temps, Gouvion-Saint-Cyr marche sur Naples à la tête d'une armée de 40 000 hommes, formée le 9 décembre précédent. Ce dernier est d'abord remplacé par André Masséna puis, par un décret impérial du 6 janvier 1806, par Joseph Bonaparte, le frère de Napoléon, promu général de division avec le titre de lieutenant de l'empereur à cette occasion. Napoléon entend prolonger l'effet de la bataille d'Austerlitz pour chasser les troupes autrichiennes et russes d'Italie tout en s'emparant du royaume de Naples, dernière possession des Bourbons dans la péninsule. La campagne est d'autant plus favorable aux Français que le corps expéditionnaire anglo-russe se replie vers la Calabre, livrant les Napolitains à eux-mêmes.
Capoue est prise le 6 février par les Français, tandis que le lendemain, la reine Marie-Caroline implore le pardon de Napoléon, en vain. Le 15 février, Joseph Bonaparte entre solennellement à Naples. Ferdinand IV et son épouse sont contraints de se retirer en Sicile et font de Palerme la nouvelle capitale de leur royaume réduit à la Sicile. La guerre se poursuit pendant plusieurs mois sur le continent. Des contingents anglais défendent la Calabre et obtiennent même un succès à Maida le 4 juillet face aux troupes du général Reynier. La région n'est pacifiée qu'à la fin de l'été, après l'intervention des troupes de Masséna, tandis que Gaète, défendue par le prince Louis de Hesse-Philippsthal qui refuse d'obéir à l'ordre de se rendre, tombe après un siège de près de cinq mois,.

### Joseph-Napoléon, roi de Naples (1806-1808)
« Je veux sur ce trône asseoir un prince de ma Maison, vous d'abord, si cela vous convient ; un autre si cela ne vous convient point. »

— Lettre de Napoléon Bonaparte à Joseph, le 19 janvier 1806.

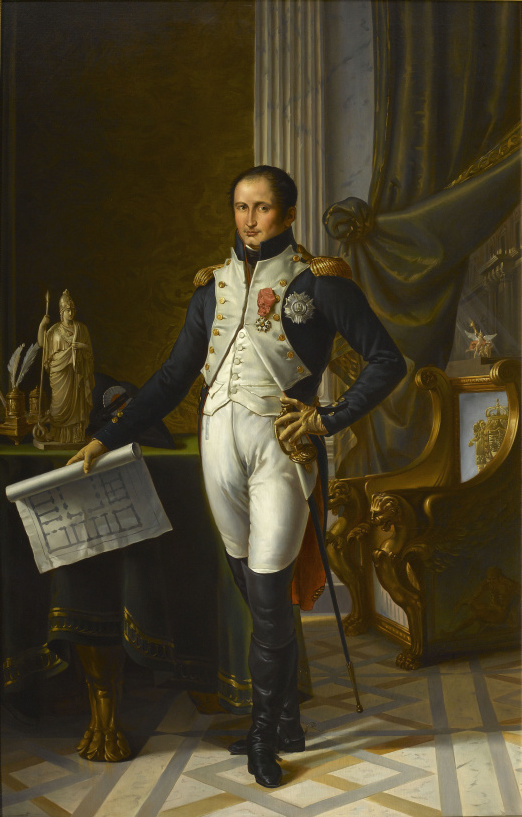
Joseph Napoléon, roi de Naples.

Une fois rendu maître du pays par le succès militaire de son armée, Joseph Bonaparte en organise le fonctionnement. Le 30 mars 1806, Napoléon donne un acte aux Tuileries dans lequel il nomme son frère Joseph « roi de Naples et de Sicile », inaugurant ainsi la construction du système familial que l'empereur entend placer à la tête de l'Europe. La possession de Naples est d'une importance capitale pour l'Empire français car elle lui permet de compléter sa domination sur la péninsule italienne, excepté sur les États pontificaux, tout en assurant le contrôle des routes maritimes de la Méditerranée et de l'Adriatique. À peine nommé roi, Joseph Bonaparte est ainsi chargé de prendre toute sa place dans la lutte contre l'Angleterre. C'est ce que lui annonce la députation du Sénat, envoyée à Naples par Napoléon et composée de Pierre-Louis Roederer, Catherine-Dominique de Pérignon et Pierre Ferino, reçus le 11 mai par Joseph. Dans sa correspondance avec son frère, Napoléon lui indique que sa souveraineté ne prendra corps qu'après l'arrivée des sénateurs, ce qui est une manière de montrer que son royaume intègre directement le système français.
Dès son avènement au trône, Joseph veut apparaître comme un « roi réformateur et soucieux du bien-être de ses sujets », face à un « Ferdinand IV, peu soucieux du sort de son peuple ». Il s'investit personnellement, non seulement pour complaire à son frère, mais parce qu'il le pensait nécessaire, : il présida donc tous les conseils, convoqua ou écrivit à ses généraux et administrateurs d'une façon similaire à celle de l'empereur, annota dossiers et rapports. Mais il dut maintenir une pression répressive face aux complots et révoltes, et agir dans un contexte contraint du fait de la conjoncture internationale.

#### La visite du royaume
Le roi Joseph se montra à son peuple, visita son royaume et découvrit la pauvreté de nombreuses provinces. Pourtant, un élément réconfortant pour le roi, le périple se passa dans d'excellentes conditions et l'accueil fut chaleureux. La construction de routes fut envisagée, ces réalisations symbolisant la volonté d'un pouvoir qui voulait donner à son peuple des outils de prospérité. La justice s'appliqua dans le pays, les mauvais administrateurs furent traduits en justice. Joseph connaissait les réalités sociales du pays, les notables étaient faibles, la classe moyenne inexistante, le peuple déshérité. Ce peuple, la masse des lazzaroni, représentait toujours une menace, mais avec Joseph la paix sociale fut rétablie sans solutions brutales comme le recommandait Napoléon : « établissez aux points stratégiques de la ville 3 ou 4 batteries qui seront en mesure de jeter dans le quartier des bombes incendiaires ».

#### La politique de réforme
La noblesse dans sa grande majorité accueillit avec bienveillance le changement de régime, mais elle attendait des garanties et la consolidation du nouveau pouvoir car les élites locales étaient lassées de l'autoritarisme de l'ancienne reine Marie Caroline. Avec Joseph, le cadre monarchique et autoritaire fut conservé, mais dans le contexte d'une politique active de rationalisation et de réforme aux niveaux administratif, judiciaire, sécuritaire, financier, social, éducatif, culturel. Le nouveau souverain créa une cour et s'entoura d'une équipe de talent : Roederer comme ministre des Finances, Saliceti responsable de la Police et Mathieu Dumas au ministère de la Guerre.

##### Réforme administrative
Dès son arrivée sur le trône de Naples, Joseph Bonaparte lança une série de réformes destinées à assurer le basculement des structures étatiques vers la rationalité, l'ordre et l'efficacité, avec notamment la création :
- d'un ministère de la Police et d'une préfecture de police pour Naples (28 février 1806) ;
- d'un ministère de l'Intérieur couvrant une grande partie de l'activité civile de l’État (31 mars 1806) ;
- d'un conseil d’État devant éclairer le souverain et participer à la mise en forme juridique des réformes (16 mai 1806) ;
- d'une secrétairerie d’État pour l'organisation et le suivi de l'action gouvernementale (8 septembre 1806) ;
- de la fonction d'auditeurs du Conseil d’État pour former une jeune classe d'administrateurs (10 août 1807) ;
- d'une Cour des comptes (19 décembre 1807) ;
- d'une nouvelle organisation territoriale (loi du 8 août 1806).

L'organisation territoriale était proche de celle de la France : création de treize provinces, avec à leur tête un intendant, de quarante-deux districts, avec à leur tête un sous-intendant ; le roi Joseph alla cependant plus loin en promulguant la loi du 8 décembre 1806 imposant que les 2 520 communes, dirigées par des syndics - maires - et des élus - adjoints -, seraient regroupés en 495 « gouvernements », plus structurants que les cantons français.

##### Réformes judiciaires
Cette dernière création des gouvernements ne fut pas menée à bien mais elle permit la mise en place d'une nouvelle organisation territoriale judiciaire : celle-ci reposait sur une Cour de cassation, quatre cours d'appel, des tribunaux de première instance et des juges de paix ; la création de tribunaux de commerce, d'un conseil des prises et d'une nouvelle justice pénale rapprochèrent également la justice du royaume de celle de l'Empire français. Pour introduire le code civil, Joseph créa des commissions, consulta l'Église - notamment sur la question du divorce -, confia à son Conseil d'État l'adaptation de certaines parties du code aux spécificités locales<.

##### Réformes militaires
Dès juillet 1806, le modèle français fut adopté pour la profonde réorganisation de l'armée napolitaine dont la « dissolution était complète » selon Mathieu Dumas : des écoles militaires, des casernements, des hôpitaux militaires furent créés ; copiée sur la garde nationale française, une garde provinciale fut créée pour le maintien de l'ordre et la surveillance des bâtiments officiels, tandis que Naples créait une garde civique. Des légions de gendarmerie et des commissaires de police furent institués. Attaché au libéralisme et s'opposant à la politique de répression souvent prônée par Napoléon, Joseph met cependant en place à Naples une politique répressive contre ses opposants et l'affaire du marquis de Rodio enlevé et assassiné sans véritable preuve rappelle étrangement l'affaire de duc d'Enghien. Le 26 août 1806, Joseph créa donc une garde royale composée de deux régiments d'infanterie, un de cavalerie, deux compagnies d'artillerie et une compagnie de gendarmes d'élite. Quant à l'armée régulière, elle fut alimentée par la conscription ; les levées fournirent sous le règne de Joseph un peu plus de 60 000 hommes. Joseph commanda effectivement son armée ainsi que les contingents français, italiens et polonais dont il supportait l'entretien.

##### Réformes financières
La situation financière du royaume est catastrophique. Les caisses sont vides, les palais royaux vidés de leurs mobiliers, la réserve de numéraire des banques a été emmenée en Sicile par les anciens souverains. L'urgence est l'assainissement des finances. Rœderer s'attaque aux chantiers de la dette, de la perception de l'impôt et fait porter ses efforts sur la réforme des contributions foncières. « Le projet de Rœderer est la refonte totale du système des contributions. Il s'agit d'adapter les contributions à chaque feu ». Le roi de Naples et ses collaborateurs veulent faire triompher la rigueur là où le clientélisme l'a emporté auparavant. Il recourt aux banquiers romains, mais malgré tout les rentrées d'argent sont insuffisantes et la situation financière demeure précaire. Pour mener à bien sa politique, une partie du domaine royal des propriétés de l’État, des émigrés et de l’Église fut vendue. Joseph finit par décréter un impôt exceptionnel de 22 millions de francs, et fit négocier un emprunt d'environ 5 millions de francs, avec un intérêt annuel de 6%. Pour le fonctionnement courant et les investissements, en plus d'économies de structures et d'une réduction du nombre d'agents, la modernisation de la fiscalité et de l’administration fut entreprises dès 1806 ; établissements de nouvelles contributions, regroupement de taxes, relèvements des tarifs douaniers, exploitation de la loterie et du timbre, amélioration du cadastre, instauration d'une administration de perception, suppression des affermages consentis aux barons, création d'un Grand Livre de la dette publique, d'une caisse d'amortissement… Joseph, qui présidait personnellement le conseil des finances, favorisa la fusion des établissements, laissant le soin à Joachim Murat de créer en 1809 une Banque des Deux-Siciles, conçue selon le modèle de la Banque de France.

##### Réformes sociales
L'un des premiers objectifs du nouveau roi était l'abolition de la féodalité : si la toute-puissance politique des seigneurs et du clergé avait disparu depuis des décennies, leur prépondérance économique et leur mainmise sur les esprits restaient fortes. Ainsi, dans la plupart des communes, les paysans continuaient de payer des droits en nature et en espèce sur les ventes de terre, les semences, l'eau ou le fumier, soit près de cent quatre-vingts prélèvements différents ; ils dépendaient aussi de leurs décisions sur l'adoption des techniques de culture et l'organisation du commerce et des marchés. Le tout constituait un « assemblage monstrueux de privilèges, de monopoles, d'abus et d'usurpation ». Face à l'impatience de Napoléon, le roi Joseph proclama, par un décret du 2 août 1806, l'abolition définitive de la féodalité et la législation compléta progressivement ce décret avec : la libération de l'usage des cours d'eau, la suppression de nombreuses taxes, la possibilité de rachat des terres et des droits de les exploiter, le partage des domaines collectifs, la suppression des fidéicommis qui soustrayaient certains biens et droits au commerce et aux successions... Les résistances furent fortes mais l'action du roi fut poursuivie sous le règne de Joachim Murat et maintenue par les Bourbons restaurés qui touchèrent peu aux décisions prises durant la décennie française. Le roi Joseph créa en outre des organismes de bienfaisance et des hôpitaux,.

##### Réformes éducatives
Joseph souhaitait investir pour l'avenir en développant l'instruction publique et la vie intellectuelle. L'enseignement populaire fut repensé ; pour laisser le temps aux collèges publics provinciaux de se mettre en place, il toléra le maintien d'établissement religieux ; il ordonna la création de maisons d'éducation pour les filles - onze établissements dans la seule capitale - ; il ordonna aux professions de créer des conservatoires pour l'apprentissage et aux communes de développer l'enseignement primaire. Des structures d'accueil pour les 5 600 enfants trouvés du royaume, un collège public par province.

##### Réformes culturelles
Joseph mit en place une politique de mécénat royal active :
- Il fit venir un acteur du Théâtre-Français, Larive, qui constitua une troupe avec des éléments venus de la scène parisienne ;
- Il nomma le compositeur Giovanni Paisiello « directeur de la musique de la chambre royale et de la chapelle palatine » ;
- Il dota des musiciens napolitains célèbres comme Mattia Butturini, Gaetano Rossi, Giuseppe Maria Diodati ;
- Il conserva la protection des manufactures royales et des musées, enrichissant ces derniers d’œuvres confisquées à ceux qui avaient suivi les Bourbon en Sicile ;
- Il signa des décrets pour favoriser la création d'imprimeries en province, le retour des écrivains exilés, la protection royale des acteurs du progrès scientifique ;
- Il rationalisa la protection du patrimoine en relançant de nombreux chantiers archéologiques[Note 3], en luttant contre le trafic d’œuvres d'art et d'antiques, en créant une direction générale du Musée royal et des fouilles du royaume[Note 4].

André-François Miot fut chargé de donner de nouveaux moyens aux conservatoires de musique, de créer une Société royale de Naples, sur le modèle de l'Institut impérial de France, avec ses classes d'histoire et de belles-lettres, de sciences et de beaux-arts, dont les membres furent nommés le 10 mai 1808. L'Académie des arts et dessin fut confiée au peintre lillois Jean-Baptiste Wicar.

#### La collaboration avec les élites

Armoiries de Joseph-Napoléon, roi de Naples et de Sicile.

Joseph fit appel aux élites locales pour asseoir son pouvoir et rédige des actes pour rapprocher les membres français de son entourage et de l'administration des élites napolitaines. De nombreux Français s'étaient en effet installé dans le royaume et avaient fait l'acquisition de biens nationaux. Joseph ne tint pas compte de l'image négative que les Français avait de la noblesse locale, méprisée à cause de son caractère pléthorique avec 163 princes et 279 ducs, sans moyens de tenir leur rang,. Il multiplia les attentions envers ses hôtes, même les moins reluisants et s'évertua à les rapprocher des Français, notamment par des mariages : la fille du maréchal Jourdan contracta un mariage avec un grand nom du royaume, le prince Luperano ; la fille de Saliceti fut mariée au prince Torella. Joseph attribua des titres napolitains à des proches : Saligny fut titré duc de Sangermano, Miot comte de Melito, Ferri-Pisani comte de Sant'Anastasio. Napoléon autorisa Joseph à créer la décoration de l'ordre royal des Deux-Siciles destinée à récompenser les fidélités et dont furent membres des Français comme des ressortissants du royaume. Joseph ouvrit le palais royal de Naples et celui Capodimonte à la bourgeoisie, ce qui était une nouveauté. Quant aux armoiries du royaume, elles sont établies le 24 février 1806.

#### Les oppositions
Des oppositions se firent jour aussi bien dans le peuple que dans la noblesse ou l'église donnant lieu à complots et révoltes

##### Résistances militaires
Les premiers mois furent difficiles. Les troupes anglaises occupaient la Calabre, tandis que la place de Gaète résistait aux troupes françaises et permettait aux Anglais de disposer d'une rade pour abriter leurs navires. Il fallut un siège très difficile avant que Joseph puisse annoncer à Napoléon la prise de Gaète. En Calabre, Masséna rétablit l'ordre mais au prix de nombreuses exactions. L'armée avait besoin d'argent, d'équipement et de renforts. Joseph se fixa un objectif de 50 000 hommes qu'il entendait réaliser dans les mois à venir. En attendant, il dut demander l'aide de Napoléon pour subvenir aux dépenses de l'armée, ce qui ne fut pas sans amener des remarques de la part de l'Empereur : « N'attendez pas d'argent de moi. Les 50 000 francs en or que je vous ai envoyés est la dernière somme que j'envoie à Naples. ».

##### Complots
De fait, de nombreux complots et attentats, menaçant directement la vie du roi et de ses ministres, furent éventés entre 1806 et 1808. Beaucoup furent fomentés par les partisans de Marie-Caroline d'Autriche et de Fra Diavolo. Cette situation inquiétait Napoléon qui recommanda à son frère, dans une lettre du 31 mai 1806, la création d'une garde : « Composez votre garde de 4 régiments de chasseurs et de hussards. Formez aussi 2 bataillons de grenadiers ». Il lui recommanda aussi la plus grande prudence : « Nommez un unique commandant de la garde et considérez avec méfiance tous les Napolitains. Les valets, cuisiniers, gardes devront être Français ».

##### Opposition religieuse
Le clergé a toujours été une force puissante d'opposition à Naples. Joseph contraignit le clergé à réduire son influence à la sphère spirituelle. Les cardinaux durent prêter serment, les plus dangereux pour le pouvoir en place furent expulsés du royaume et une partie des biens du clergé fut nationalisée. Une loi promulguée en février 1807 ordonna la suppression des couvents des Bernardins et des Bénédictins, trop nombreux et pouvant être source de conflits. En mars 1807, un autre décret promulgua la nationalisation des biens littéraires du clergé. Ces opérations furent suivies par le ministère de l'Intérieur et témoignèrent d'une volonté de centralisme politique et culturel. Mais si les élites du royaume applaudirent cette réforme, le peuple des campagnes qui dépendait de la charité publique organisée par les ordres fut plus réservé.

### Joachim-Napoléon Roi de Naples (1808-1815)

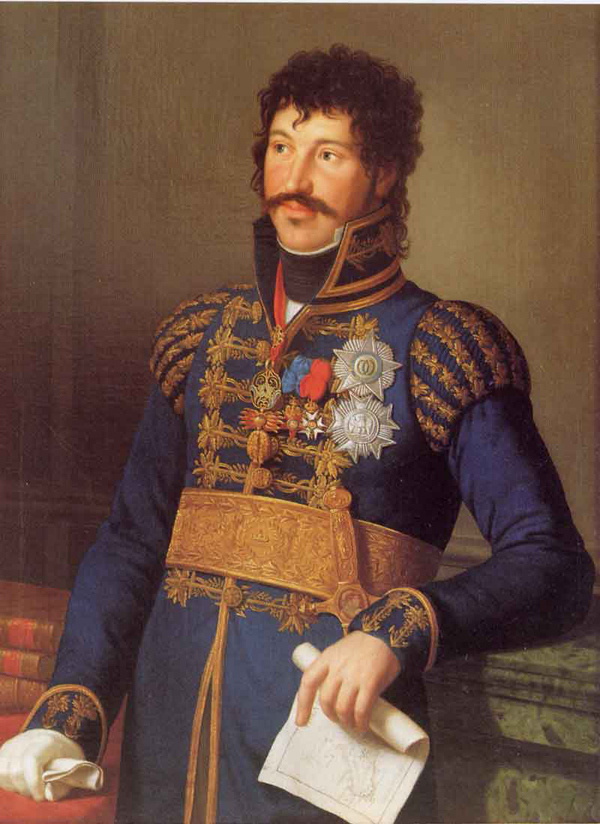
Joachim Murat, roi de Naples.

Joseph demeura deux années à la tête du royaume de Naples. Le 21 mai 1808, il reçut de Napoléon l'ordre de se rendre à Bayonne : « la nation, par l'organe du conseil de Castille me demande un Roi. C'est à vous que je destine cette couronne ». Joseph devint roi d'Espagne. La couronne de Naples fut alors offerte à Joachim Murat et à sa femme Caroline, la sœur de Napoléon. Le 15 juillet 1808, par le traité de Bayonne, Murat et son épouse reçurent de Napoléon la couronne de Naples. En contrepartie, le couple Murat devait abandonner le grand-duché de Berg, toutes ses possessions mobilières et immobilières en France, sa solde de maréchal tout en conservant le titre. Moyennant ces sacrifices, Murat fut par la grâce de Dieu et par la Constitution de l'État, Joachim Napoléon, roi des Deux-Siciles, sous le nom de Joachim Napoléon,. Murat n'éprouve pourtant aucune hâte à aller prendre possession de son royaume. Même si un ordre de l'Empereur ne peut être discuté, il fallut pourtant l'injonction de celui-ci pour que le 6 septembre 1808, Murat fasse son entrée solennelle à Naples. L'accueil chaleureux de la population le réconforta totalement. Après être passé sous des arcs de triomphe, il reçut l'hommage des notables de la ville, un Te Deum fut chanté dans la cathédrale. Rasséréné, Murat décida de se mettre à l'œuvre et avant tout, donner à l'Empereur l'impression d'être entièrement dévoué et fidèle à sa cause : « Sire je suis bien malheureux depuis que je vis loin de vous… Croyez-vous, Sire, que le Royaume que vous m'avez donné me soit plus cher que votre gloire ? ».

#### Domaine militaire
Joseph a emmené la Garde royale et les régiments de valeur en Espagne. Murat dut reconstituer une armée. Son expérience et son ardeur lui permirent de réaliser cette tâche ; pour cela, Murat supprima les commissions militaires, amnistia les déserteurs, gracia des dizaines de condamnés à mort et rappela les émigrés. En effet, il s'agissait pour lui de libérer une partie de son territoire, d'assurer la sécurité du commerce maritime et de montrer à ses sujets qu'il était leur unique souverain et qu'il s'investissait totalement dans son rôle de roi. Malgré tout, ceci ne lui valut pas les éloges de Napoléon : « j'ai vu des décrets de votre part qui n'ont pas de sens. Pourquoi rappeler des exilés et rendre des biens à des hommes qui conspirent contre moi ? ». Le 4 octobre 1808, le général Lamarque obtint la capitulation de l'île de Capri occupée par les Anglais. Naples se défendit victorieusement contre une escadre anglaise lors de la campagne d'Autriche en 1809. Malheureusement la tentative d'annexion de la Sicile, lieu d'exil de l'ancien souverain de Naples Ferdinand Ier, se solda par un échec et donna de nouveau à Napoléon l'occasion de marquer son emprise sur le royaume et de montrer à Murat qu'il devait se considérer comme un sujet. L'Empereur exigea de l'argent, des troupes, et imposa à Naples l'ouverture de ses frontières aux produits français et une stricte observance du Blocus continental. Malgré tout, Joachim Murat rêvait d'indépendance et souhaitait s'affranchir de la tutelle de l'Empereur.

#### Domaine économique
Le roi de Naples prend son rôle de roi au sérieux. Il semblait disposé à faire le bonheur de son peuple en reconstituant les finances, redonnant du prestige à son armée et rétablissant les frontières de son royaume. La situation financière était très difficile. Roederer, l'ancien ministre des Finances, était parti avec Joseph, les fonctionnaires et l'armée n'étaient pas payés depuis plusieurs mois et le pays était livré au brigandage. Pourtant, aidé et bien conseillé par son ministre des Finances, le comte de Mosbourg, il rétablit en partie les finances sans augmenter les impôts, introduisit le code Napoléon, acheva l'abolition de la féodalité et régla en partie le brigandage dans la région des Abruzzes et en Calabre. En 1811, Murat fit construire l'école du corps des ingénieurs des Ponts et Chaussées qui devint l'École supérieure polytechnique au début du XXe siècle. En même temps, Caroline secondait son époux en portant son attention sur l'éducation des jeunes filles de la bonne société napolitaine en créant un pensionnat. Elle s'intéressa aux fouilles d'Herculanum et de Pompéi, favorisa les arts français, principalement la peinture avec Ingres. Un tableau intitulé la Dormeuse fut livré en 1808, puis la Grande Odalisque en 1804. En outre, la sélection des plants de mûriers et la modernisation des équipements pour les fabricants de soie donna un nouvel essor au secteur manufacturier.

#### Les relations difficiles avec Napoléon
Ses bons résultats amènent Murat à souhaiter s'exonérer de plus en plus de la tutelle de Napoléon afin de pouvoir régner en toute indépendance par rapport à l'Empire français. Le roi de Naples prit ainsi de plus en plus d'initiatives personnelles. Il décida de mettre fin aux fonctions du maréchal Catherine-Dominique de Pérignon comme gouverneur de Naples et le remplaça par un lieutenant-colonel napolitain. Puis, par un décret du 17 juillet 1812, il décida que tous les Français civils et militaires devraient se faire naturaliser. De plus, le pavillon français fut remplacé sur les bateaux et les forteresses par un nouveau pavillon napolitain : fond bleu avec bordure formant damier à carreaux alternés blancs et cramoisis. Devant ces initiatives, la réponse de Napoléon fut immédiate : « vu notre décret du 30 mars 1806 en vertu duquel le royaume des Deux-Siciles fait partie de notre Empire, considérant que le prince qui gouverne cet État est français et qu'il n'a été mis sur le trône que par les efforts de nos peuples : décrétons : Tous les citoyens français sont citoyens des Deux-Siciles. Votre décret ne leur est pas applicable ». En même temps, l'armée napolitaine fut remplacée par un corps d'observation commandé par le général Paul Grenier mais entretenu par le trésor napolitain. Murat fut proprement démis de ses fonctions. Ce fut un véritable affront pour le roi de Naples. Le royaume resta un État vassal de l'Empire, ce qui empêcha une véritable renaissance. Ces vexations et le caractère inquiet de Murat l'amenèrent peu à peu à commettre l'irréparable.

#### Changements de camp en 1814 et 1815
En avril 1812, le roi de Naples combattit aux côtés de Napoléon pendant la campagne de Russie et la régence du royaume fut confiée à Caroline. Dès son retour, Murat, persuadé de l'écroulement progressif du Grand Empire napoléonien mais désireux de conserver son propre royaume, se tourna vers les ennemis de Napoléon. Il entama une double manœuvre qui le mena à sa perte. Pour Napoléon, il fut toujours l'allié et le satellite de la France, mais pour la Grande-Bretagne et l'Autriche, il se montra prêt à observer une neutralité en contrepartie de son maintien à la tête de son royaume. Le 17 janvier 1814, Murat lança une proclamation aux peuples de l'Italie dans laquelle il annonçait le parti qu'il venait de prendre et le but qu'il poursuivait : « de justes motifs nous ont amené à rechercher une alliance avec les coalisés contre l'Empereur des Français et nous avons eu le bonheur d'en être accueilli ». Il songea à se faire reconnaître souverain du royaume d'Italie. L'abdication de Napoléon après le traité de Fontainebleau conclut son entente avec l'Autriche. Le soutien de l'Autriche était cependant très incertain. Le retour de Napoléon de l'île d'Elbe redonna espoir à Murat, qui dès lors envisagea de conquérir toute l'Italie. Il déclara la guerre à l'Autriche, mais ses troupes ne furent pas à la hauteur de l'enjeu : vaincu à Tolentino le 2 mai 1815, il dut temporairement s'exiler en France. Au lendemain de la défaite de Waterloo, Joachim Murat se réfugia au village de Vescovato chez le Général Franceschetti, son aide de camp. Murat essaya par la suite de reconquérir son royaume en débarquant en Calabre, mais il fut fait prisonnier, jugé de manière expéditive pour haute trahison et fusillé au Pizzo par les armées du roi Ferdinand. Celui-ci réunifia son royaume. L'emprise napoléonienne sur Naples était terminée.

## Constitution
La constitution du 20 juin 1808 :
- fait de la religion catholique la religion de l’État (Titre I) ;
- établit les règles de succession : la couronne de Naples est héréditaire dans la descendance directe et légitime, de mâle en mâle, par ordre de primogéniture (titre II) ;
- précise les modalités de désignation du régent : la régence appartient de droit à la reine, et à son défaut, au prince de la famille royale, choisi par l’Empereur des Français ; à défaut de prince de la famille royale, le choix doit tomber sur des nationaux (titre III) ;
- précise les titres et droits des membres de la famille royale (titre IV) ;
- établit la liste des grands officiers de la couronne : grand-aumônier, grand-chambellan, grand-maréchal, grand-écuyer, grand-Veneur, grand-maître de cérémonies (titre V) ;
- établit la liste des ministres : un ministre de la justice et du culte, un ministre des affaires étrangères, un ministre de l'intérieur, un ministre des finances, un ministre de la guerre et de la marine, un ministre de la police générale (Titre VI) ;
- définit la composition du Conseil d’État : entre vingt-six et trente-six membres, répartis en quatre sections (justice et culte, intérieur et police, finances, guerre et de la marine), le président de la cour de cassation étant membre né du conseil d’état. Par l’art. 8 , les actes du roi relatifs aux objets réservés au parlement national, ont force de loi jusqu’à la première assemblée du parlement dès qu’ils ont été discutés dans le conseil d’état (titre VII) ;
- précise le rôle et la composition du parlement national composé de cent membres et divisé en cinq classes : clergé (vingt ecclésiastiques nommés à vie), noblesse (vingt personnes titrées nommées à vie), possédants (vingt propriétaires, élus), docteurs (membres de l'université et des tribunaux et d’hommes distingués par leur mérite, soit dans les sciences, soit dans les beaux-arts, et nommés à vie), commerçants (vingt négociants et marchands, élus) ; le parlement national convoqué par le roi, ne peut être prorogé ou dissous que par lui ; il se réunit au moins une fois tous les trois ans ; son président est nommé par le roi ; ses séances sont secrètes ; les répartitions des contributions, les changements importants à faire au Code Civil, au Code pénal, au système fiscal ou monétaire sont soumis à ses délibérations (titre VIII) ;
- établit les principes du système judiciaire, de la citoyenneté (droit du sol), distingue trésor public et trésor de la couronne (titre IX).

Le Roi Murat introduit une nouvelle constitution qui introduit un parlement bicaméral avec un Sénat et un Conseil des notables et qui prévoit de faire de Caroline Murat la nouvelle souveraine à la mort de son mari.

## Symbolique

Petites armoiries de Joseph-Napoléon, roi de Naples et de Sicile de 1806 à 1808.
Grandes armoiries de Joseph-Napoléon, roi de Naples et de Sicile de 1806 à 1808.
Petites armes de Joachim-Napoléon, roi de Naples et de Sicile de 1808 à 1815.
Grandes armes de Joachim-Napoléon, roi de Naples et de Sicile de 1808 à 1815.

Petites armoiries de Joachim-Napoléon, roi de Naples et de Sicile de 1808 à 1815.
Drapeau du royaume de Naples de 1806 à 1808.
Drapeau du royaume de Naples de 1808 à 1811.
Drapeau du royaume de Naples de 1811 à 1815.